# Terror Branco (Espanha)

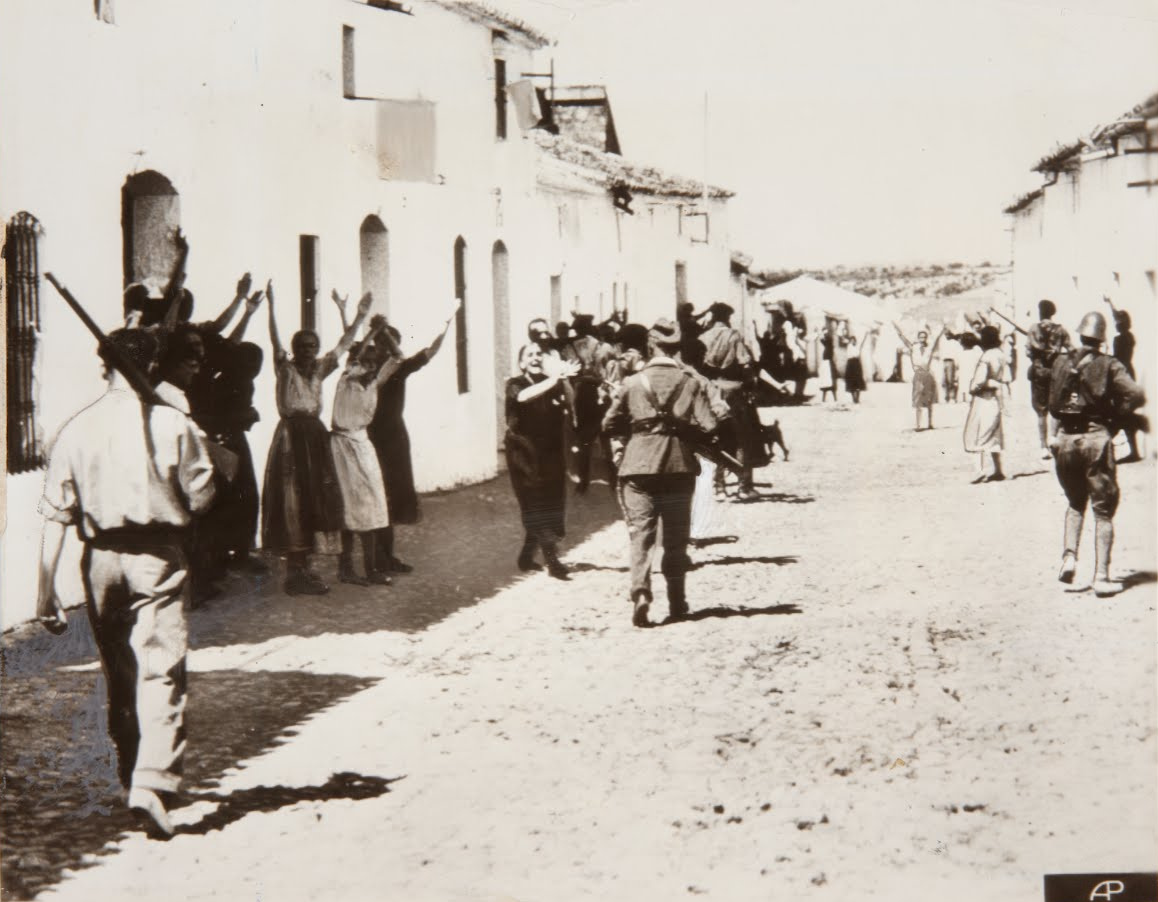
Mulheres suplicando aos soldados rebeldes pela vida de seus familiares prisioneiros, Constantina (Sevilha), 1936.

Na Espanha, Terror Branco (também conhecido como la Represión Franquista, "repressão franquista") foi a série de atos de violência politicamente motivada, estupros e outros crimes cometidos pelo movimento Nacionalista durante a Guerra Civil Espanhola (17 de julho de 1936 a 1 de abril de 1939) e durante a ditadura de Francisco Franco (1 de outubro de 1936 a 20 de novembro de 1975)  Os assassinatos em massa dos lealistas republicanos espanhóis, que incluíram adeptos da Frente Popular, liberais, socialistas, trotskistas, comunistas, anarquistas, protestantes, livres-pensadores, intelectuais e outros, além de pessoas rotuladas como separatistas catalães e bascos e maçons, ocorreram a partir do início da Guerra Civil Espanhola, em julho de 1936, e continuou inabalável até 1945.
As atrocidades nacionalistas, o qual as autoridades ordenaram a erradicar qualquer vestígio de "esquerdismo" na Espanha, foram prática ideológica comum. A noção de uma limpieza (limpeza) era uma parte essencial da estratégia dos rebeldes de direita e o processo de assassinato começava imediatamente após os nacionalistas terem capturado uma área. Na zona controlada pelos rebeldes, os militares nacionalistas, a Guarda Civil e a Falange fascista realizavam a violência em nome do regime, o qual era ideologicamente legitimado pela Igreja Católica Romana.
Os historiadores da Guerra Civil Espanhola em geral concordam que o número de mortos do Terror Branco foram maiores do que o número de mortos do Terror Vermelho, porque o Terror Branco ocorreu como uma questão da política nacionalista formal. Os assassinatos continuaram até 1945, seis anos após o fim da Guerra Civil Espanhola, em 1939. A maioria das estimativas do número de mortos do Terror Vermelho variam de 38.000 a 72.344 pessoas; estas estimativas incluem, entre outras, a obra coletiva Víctimas de la guerra civil (vítimas da Guerra Civil), que atingiria a 50.000 pessoas; Hugh Thomas (55.000 pessoas)  e Julián Casanova (inferior a 60.000 pessoas). Ao mesmo tempo, as estimativas do número de mortos do Terror Branco, tal como 200.000 pessoas para Paul Preston, variam de 150.000 a 400.000 pessoas.
A Lei de Responsabilidades Políticas (Ley de Responsabilidades Políticas), reformada em 1942 e em vigor até 1966,  foi promulgada em 1939, a fim de dar uma cobertura legal à sangrenta repressão realizada durante o desmantelamento das instituições republicanas espanholas, bem como para penalizar aqueles que haviam permanecido leais ao governo legalmente constituído no momento da rebelião militar de julho de 1936 contra a República Espanhola.
O atual governo espanhol se recusa a abrir os arquivos históricos que permitiriam que especialistas e historiadores esclarecessem o destino das vítimas do regime franquista.